# بياتريس فرانسيسكا دي أسيس برانداو
بياتريس فرانسيسكا دي أسيس برانداو (بالإنجليزية: Beatriz Francisca de Assis Brandão)‏ (29 يوليو 1779، أورو براتو في البرازيل - 5 مارس 1868، ريو دي جانيرو في البرازيل)؛ موسيقية، مترجمة، كاتِبة، مُدرسة وشاعرة برازيلية.